# (7871) Tunder
(7871) Tunder (1990 SW4) – planetoida z pasa głównego asteroid okrążająca Słońce w ciągu 3,59 lat w średniej odległości 2,34 j.a. Odkryta 22 września 1990 roku.